# 弗里尼 (奥恩省)
弗里尼（法語：Vrigny，法語發音：[vʁiɲi] ⓘ）是法国奥恩省的一个旧市镇，位于该省中部，属于阿让唐区。2015年1月1日，弗里尼和相邻的另外3个市镇合并为新市镇布瓦尚普雷（Boischampré）。

## 地理
弗里尼（48°40'20"N, 0°1'9"W）面积13 平方千米，位于法国诺曼底大区奧恩省，该省份为法国西北部内陆省份，北起顺时针与卡爾瓦多斯省、厄尔省、厄尔-卢瓦省、萨尔特省、马耶讷省和芒什省接壤。
与弗里尼接壤的市镇（或旧市镇、城区）包括：阿让唐。

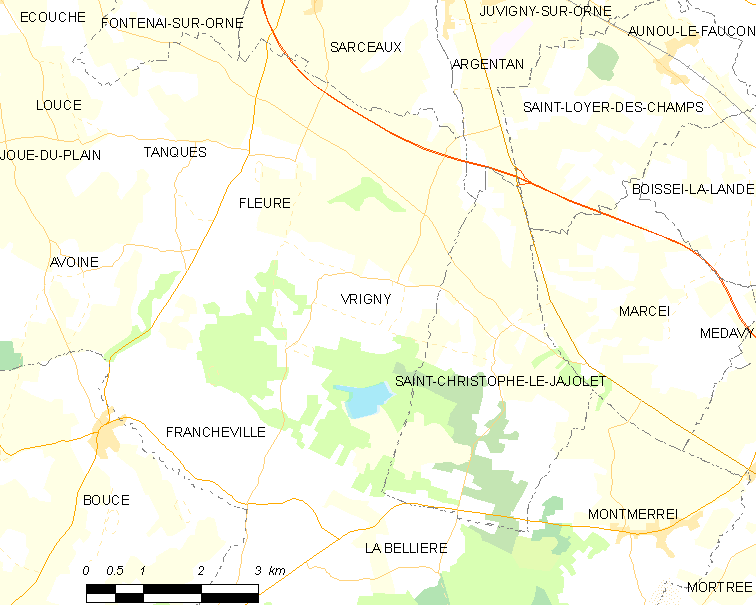
的OSM定位图

弗里尼的时区为UTC+01:00、UTC+02:00（夏令时）。

## 行政
弗里尼的邮政编码为61570，INSEE市镇编码为61511。

## 政治
弗里尼所属的省级选区为阿让唐第一县。

## 人口

1962-2008年间人口变化图示

弗里尼于2018年1月1日时的人口数量为375人。